# تنين ملتح
التنين الملتحي (الاسم العلمي: Pogona) هو جنس من الزواحف يحتوي على ثمانية أنواع من السحالي. سمي التنين الملتحي بهذا الاسم لامتلاكه الجانب السفلي للحلق الذي يشبه اللحية، والذي يمكن أن يتحول إلى اللون الأسود وينتفخ لعدة أسباب، غالبًا نتيجة للتوتر، إذا شعر بالتهديد، أو يحاول إغراء رفيق. التنانين الملتحية هي من الأنواع شبه الشجرية (أي غالبًا ما تسكن وترتد على الأشجار ولكنها لا تعيش عليها فقط)، ويقضون فترات طويلة من الوقت على الأغصان، والجنبات، بالقرب من مساكن البشر. تتشمس التنانين الملتحية على الصخور والفروع المكشوفة في الصباح وبعد الظهر وتنام في الليل، مما يجعلها أنواعًا نهاريّةً. يتكون نظامها الغذائي بشكل أساسي من النباتات وبعض الحشرات. توجد في معظم أنحاء أستراليا وتعيش في بيئات مثل الصحاري والجنبات.